# Concorso d'Eleganza Villa d'Este

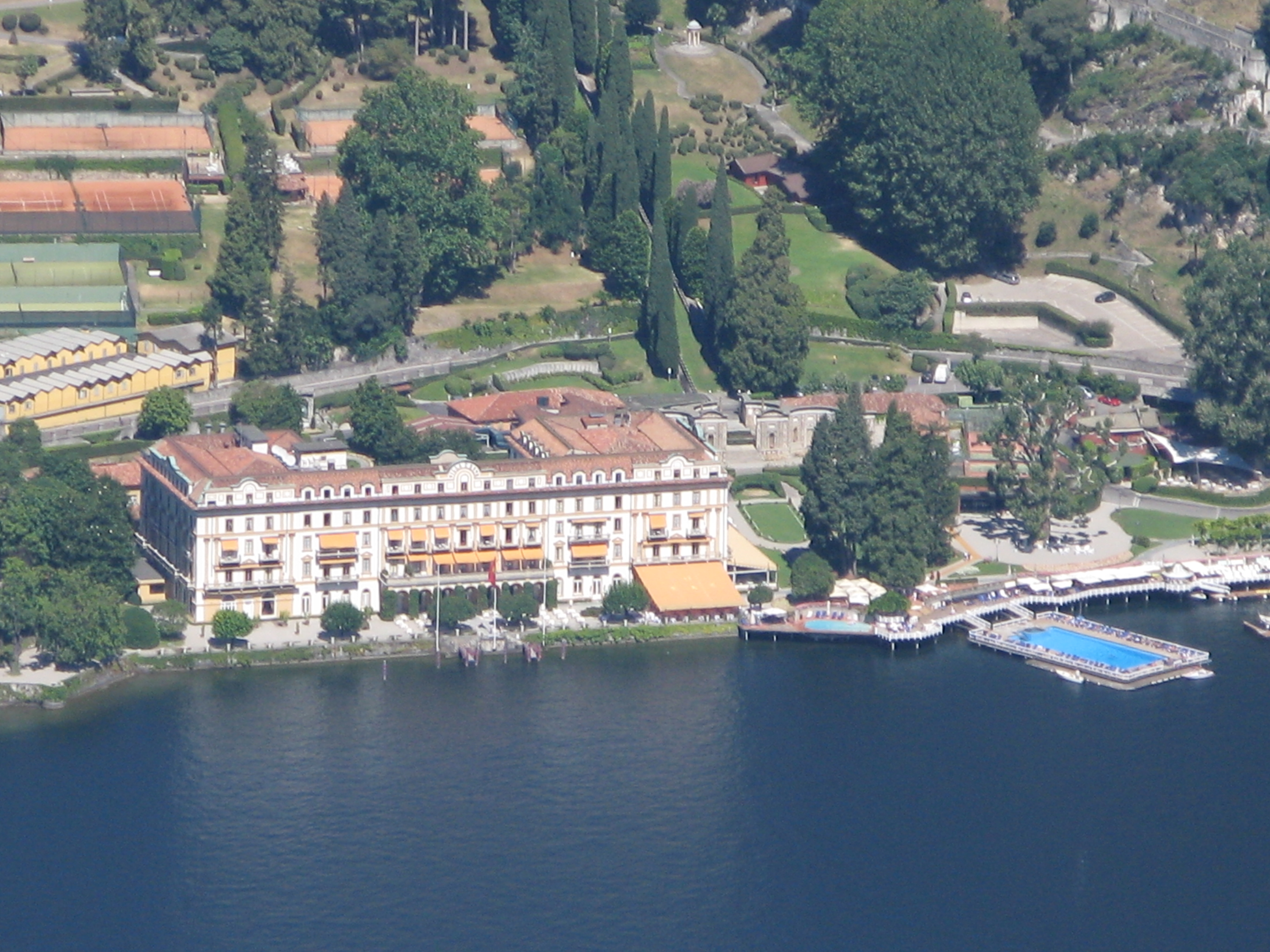
Villa d'Este

El Concorso d'Eleganza Villa d'Este és un concurs d'elegància per cotxes clàssics i antics que s'organitza anualment als jardins de l'Hotel Villa d'Este, a la riba del llac Como, a Cernobbio, Itàlia. Es realitzà per primera vegada el 1929 i es tornà a impulsar als anys 90, després de 30 anys d'inactivitat. Actualment l'organitzen el Grup BMW i l'Hotel Villa d'Este en la segona setmana de maig. El trofeu al millor automòbil de la mostra, anomenat trofeu del Grup BMW, el decideix un jurat, i el 2014 el guanyà Albert Spiess amb un Maserati 450 S. El trofeu tradicional és la Coppa d'Oro, que és el trofeu que decideix el públic, i en l'edició de 2014 el guanyà Corrado Lopresto amb un Alfa Romeo 6C 1750 GS de 1931. Des de 2002 també hi ha un trofeu per a prototips moderns.